# Политбюро ЦК КПК 15-го созыва
Политбюро ЦК КПК, избранное в сентябре 1997 года на первом пленуме ЦК КПК 15-го созыва, избранного XV съездом КПК, полномочное до следующего XVI съезда КПК, прошедшего в ноябре 2002 года.
Члены Политбюро 15-го созыва, помимо членов его посткома, приведены в порядке возрастания количества черт в иероглифе фамилии, жирным шрифтом выделены избранные в состав следующего 16-го созыва, подчёркнуты, за исключением всех членов посткома, члены (с курсивом — кандидат в члены) предыдущего 14-го созыва:
(Членство в ЦК предыдущих созывов указано на момент XV съезда, должности и годы жизни указаны на время полномочий Политбюро.)
Постком
- Цзян Цзэминь (род. 1926), генеральный секретарь ЦК КПК (1989—2002) и председатель КНР (1993—2003), председатель Центрвоенсовета (1989/90-2004/5), член Посткома Политбюро с 13 созывас 1989 года, член Политбюро 13 созыва, член ЦК с 12 созыва.
- ВСНП Ли Пэн (род. 1928), председатель ПК ВСНП (1998—2003), член Посткома Политбюро с 13 созыва, с 1985 года член Политбюро и секретариата ЦК 12 созыва, член ЦК 12 созыва.
- Чжу Жунцзи (род. 1928), Премьер Госсовета КНР (1998—2003), член Посткома Политбюро с 14 созыва, кандидат в члены ЦК 13 созыва.
- Ли Жуйхуань (род. 1934), председатель ВК НПКСК (1993—2003), член Посткома Политбюро с 13 созывас 1989 года и секретарь ЦК 13 созывас 1989 года, член ЦК 12 созыва.
- Ху Цзиньтао (род. 1942), заместитель председателя КНР (1998—2003), зампред Центрвоенсовета с 1999 года, член Посткома Политбюро с 14 созыва, 1-й секретарь ЦК 14-15 созывов, член ЦК с 12 созыва (первоначально кандидат)
- Вэй Цзяньсин (род. 1931), глава ЦКПД (1992-2002), председатель ВФП (1993—2002), секретарь ЦК 14-15 созывов, член Политбюро 14 созыва, член ЦК 13 созыва (кандидат 12 созыва).
- Ли Ланьцин (род. 1932), 1-й вице-премьер Госсовета КНР (1998—2003), член Политбюро 14 созыва, кандидат в члены ЦК 13 созыва.

Остальные члены и кандидаты в члены Политбюро
- Дин Гуаньгэнь (1929 г. р.), заведующий Отделом пропаганды ЦК (1992—2002), член Политбюро 14 созыва (кандидат 13 созыва), секретарь ЦК с 13 созываIV Пленум
- ВСНП Тянь Цзиюнь (1929 г. р.), 1-й зампред ПК ВСНП (1993—2003), член Политбюро с 12 созывакооптирован 1985, секретарь ЦК 12 созыва, член ЦК 12 созывакооптирован 1985
- Ли Чанчунь (1944 г. р.), глава парткома пров. Гуандун (1998—2002), член ЦК с 13 созыва (кандидат 12 созыва)
- Ли Теин (1936 г. р.), президент Академии общественных наук КНР (1998—2003), член Политбюро с 13 созыва, член (изначально кандидат в члены) ЦК 12 созыва
- У Банго (1941 г. р.), вице-премьер Госсовета КНР (1995—2003, с 1998 года — 3-й по рангу), член Политбюро 14 созыва, секретарь ЦК 14 созываИзбран на 4-м пленуме ЦК, кандидат в члены ЦК 12-13 созывов
- У Гуаньчжэн (1938 г. р.), глава парткома пров. Шаньдун (1997—2002), член ЦК с 13 созыва (кандидат 12 созыва)
- Чи Хаотянь (1929 г. р.), член Госсовета КНР и министр обороны КНР (1993—2003), зампред Центрвоенсовета с 1995 года, член ЦК с 12 созыва
- Чжан Ваньнянь (1928 г. р.), зампред Центрвоенсовета с 1995 года, секретарь ЦК 15 созыва, член ЦК 14 созыва (кандидат с 12 созыва)
- Ло Гань (1935 г. р.), ответсекретарь (1988—1998) и член Госсовета КНР (1993—2003), в 1998—2007 гг. секретарь Политико-юридической комиссии ЦК КПК, секретарь ЦК 15 созыва, член ЦК 13-14 созывов (кандидат 12 созыва)
- ВСНП Цзян Чуньюнь (1930 г. р.), с 1998 г. 3-й, затемсо смертью Се Фэя (ум. 1999) 2-й зампред ПК ВСНП (по 2003 г.), член Политбюро 14 созыва, секретарь ЦК 14 созывакооптирован на IV пленуме, член ЦК 13 созыва
- Цзя Цинлинь (1940 г. р.), глава Пекинского горкома КПК (1997—2002), член ЦК 14 созыва
- Цянь Цичэнь (1928 г. р.), вице-премьер Госсовета КНР (1993—2003, до 1998 года третий, затем второй по рангу), член Политбюро 14 созыва, член ЦК 13 созыва (кандидат 12 созыва)
- Хуан Цзюй (1938 г. р.), глава Шанхайского горкома КПК (1994—2002), член Политбюро 14с IV пленума созыва, член ЦК 14 созыва (кандидат 13 созыва)
- Вэнь Цзябао (1942 г. р.), 4-й по рангу вице-премьер Госсовета КНР (1998—2003), секретарь ЦК 14-15 созывов, кандидат в члены Политбюро 14 созыва
- ВСНП Се Фэй (1932-1999), 2-й зампред ПК ВСНП (с 1998 года), член Политбюро 14 созыва, член ЦК 13 созыва
- Кандидаты в члены Политбюро (по числу полученных голосов):
  -  Цзэн Цинхун (1939 г. р.), начальник Канцелярии ЦК КПК (1993—1999), заворготделом ЦК КПК (1999—2002), секретарь ЦК 15 созыва
  -  У И (жен., 1938 г. р.), член Госсовета КНР (1998—2003), член ЦК 14 созыва (кандидат 13 созыва)

Из 22 членов и 2 кандидатов в члены:
- 15 входили в состав предыдущего 14-го созыва Политбюро (в их числе один — кандидатом в члены); все семеро членов новоизбранного Посткома являлись членами предыдущего Политбюро, при этом пятеро из них также входили в состав его Посткома.
- 10 будут переизбраны в состав следующего 16-го созыва (в их числе двое — из кандидатов в члены); из них девятеро войдут в состав Посткома — в их числе Цзэн Цинхун из канд. в чл ПБ 15 созыва станет членом ПК ПБ 16 созыва; единственная не войдящая в состав Посткома У И перейдёт из кандидатов — в члены ПБ.
- Один из членов — Се Фэй в 1999 году — умер в должности.
- Единственная женщина — У И (кандидат в члены).

Из семи секретарей ЦК 15 созыва все семеро вошли в Политбюро: шестеро членами Политбюро (из них двое членами его Посткома) и один — кандидатом в члены.
Региональные партийные комитеты в Политбюро представили партийные лидеры провинций Гуандун (Ли Чанчунь) и Шаньдун (У Гуаньчжэн) и горкомов Пекина (Цзя Цинлинь) и Шанхая (Хуан Цзюй).

От ПК ВСНП в Политбюро вошли в его постком Ли Пэн и членами три его ближайших (по перечислению) заместителя.

Госсовет в Политбюро представили назначенные в 1998 году премьер-министр и все четыре его заместителя (из которых Вэнь Цзябао также явился секретарём ЦК КПК), а также три члена Госсовета КНР из которых У И будучи кандидатом в члены ПБ, при этом два оставшихся члена Госсовета КНР зампред Центрвоенсовета Чи Хаотянь и Ло Гань одновременно являлись первый соответственно министром обороны, а второй — секретарём Политико-юридической комиссии ЦК КПК.

НОАК в Политбюро представили зампреды Центрвоенсовета член Госсовета КНР и министр обороны генерал-полковники Чи Хаотянь и Чжан Ваньнянь.